# Oeuvre van Howard Phillips Lovecraft
Dit is een volledige lijst van de werken van  Howard Phillips Lovecraft. 
Zijn bibliografie omvat voornamelijk korte verhalen en novelles, maar ook gedichten en verhalen onder andermans naam. Niet van alle verhalen is de Nederlandse titel bekend.

## Vroege werken
Dit waren enkele korte verhalen die Lovecraft als tiener schreef.
- The Alchemist (1908 / november 1916)
- The Beast in the Cave (voorjaar 1904-21 april 1905 / juni 1918)
- The Haunted House (<1902; ongepubliceerd)
- John, the Detective (<1902; ongepubliceerd)
- The Little Glass Bottle (ca. 1898-9 / 1959)
- The Mysterious Ship (1902 / 1959)
- The Mystery of the Grave-Yard (ca.  1898-9 / 1959)
- The Noble Eavesdropper (1897; ongepubliceerd)
- The Picture (1907; ongepubliceerd)
- The Secret of the Grave (<1902; ongepubliceerd)
- The Secret Cave, or John Lees Adventure (ca. 1898-99 / 1959)

## Fictie
| Originele titel                                        | Nederlandse titel                                     | Geschreven               | Publicatie     | Vorm                     |
| ------------------------------------------------------ | ----------------------------------------------------- | ------------------------ | -------------- | ------------------------ |
| The Tomb                                               |                                                       | Jun 1917                 | Mar 1922       | Kort verhaal             |
| Dagon                                                  | Dagon                                                 | Jul 1917                 | Nov 1919       | Kort verhaal             |
| A Reminiscence of Dr. Samuel Johnson                   |                                                       | zomer 1917               | Sep 1917       | Kort verhaal             |
| Polaris                                                |                                                       | Spr-Sum 1918             | Dec 1920       | Kort verhaal             |
| Beyond the Wall of Sleep                               |                                                       | Spr 1919                 | Oct 1919       | Kort verhaal             |
| Memory                                                 |                                                       | Spr 1919                 | Jun 1919       | Flash Fiction            |
| Old Bugs                                               |                                                       | ca. Jul 1919             | 1959           | Kort verhaal             |
| The Transition of Juan Romero                          |                                                       | 16 Sep 1919              | 1944           | Kort verhaal             |
| The White Ship                                         |                                                       | ca. Oct 1919             | Nov 1919       | Kort verhaal             |
| The Doom that Came to Sarnath                          | De verdoemenis die over Sarnath kwam                  | 3 Dec 1919               | Jun 1920       | Kort verhaal             |
| The Statement of Randolph Carter                       | De verklaring van Randolph Carter                     | Dec 1919                 | mei 1920       | Kort verhaal             |
| The Street                                             |                                                       | late 1919                | Dec 1920       | Kort verhaal             |
| The Terrible Old Man                                   | De verschrikkelijke oude man                          | 28 Jan 1920              | Jul 1921       | Kort verhaal             |
| The Cats of Ulthar                                     | De katten van Ulthar                                  | 15 Jun 1920              | Nov 1920       | Kort verhaal             |
| The Tree                                               |                                                       | Jan-Jun 1920             | Oct 1921       | Kort verhaal             |
| Celephaïs                                              |                                                       | early Nov 1920           | mei 1922       | Kort verhaal             |
| From Beyond                                            |                                                       | 16 Nov 1920              | Jun 1934       | Kort verhaal             |
| The Temple                                             | De tempel                                             | ca. Jun-Nov 1920         | Sep 1925       | Kort verhaal             |
| Nyarlathotep                                           |                                                       | ca. Nov 1920             | Nov 1920       | Kort verhaal             |
| The Picture in the House                               |                                                       | 12 Dec 1920              | Sum 1921       | Kort verhaal             |
| Facts Concerning the Late Arthur Jermyn and His Family |                                                       | najaar 1920              | Mar & Jun 1921 | Kort verhaal             |
| The Nameless City                                      |                                                       | Jan 1921                 | Nov 1921       | Kort verhaal             |
| The Quest of Iranon                                    |                                                       | 28 Feb 1921              | Jul-Aug 1935   | Kort verhaal             |
| The Moon-Bog                                           | Het maanmoeras                                        | Mar 1921                 | Jun 1926       | Kort verhaal             |
| Ex Oblivione                                           |                                                       | 1920-Mar 1921 (onzeker)  | Mar 1921       | Kort verhaal             |
| The Other Gods                                         |                                                       | 14 Aug 1921              | Nov 1933       | Kort verhaal             |
| The Outsider                                           | De buitenstaander                                     | voorjaar 1921            | Apr 1926       | Kort verhaal             |
| The Music of Erich Zann                                | De Muziek van Erich Zann                              | Dec 1921                 | Mar 1922       | Kort verhaal             |
| Sweet Ermengarde                                       |                                                       | ca. 1919-21?             | 1943           | Kort verhaal             |
| Hypnos                                                 |                                                       | Mar 1922                 | mei 1923       | Kort verhaal             |
| What the Moon Brings                                   |                                                       | 5 Jun 1922               | mei 1923       | Kort verhaal             |
| Azathoth                                               |                                                       | Fragment Jun 1922        | Jun 1938       | Romanfragment            |
| Herbert West–Reanimator                                |                                                       | Oct 1921-Jun 1922        | Feb-Jul 1922   | Kort verhaal             |
| The Hound                                              | De hond                                               | Oct 1922                 | Feb 1924       | Kort verhaal             |
| The Lurking Fear                                       |                                                       | Nov 1922                 | Jan-Apr 1923   | Kort verhaal             |
| The Rats in the Walls                                  | De ratten in de muren                                 | Aug-Sep 1923             | Mar 1924       | Kort verhaal             |
| The Unnamable                                          | Het onzienbare                                        | Sep 1923                 | Jul 1925       | Kort verhaal             |
| The Festival                                           | Yule Ritus                                            | Oct 1923                 | Jan 1925       | Kort verhaal             |
| The Shunned House                                      | Het gemeden huis                                      | Oct 1924                 | 1937           | Kort verhaal             |
| The Horror at Red Hook                                 | De verschrikking van Red Hook                         | 1-2 Aug 1925             | Jan 1927       | Kort verhaal             |
| He                                                     | Hij                                                   | 11 Aug 1925              | Sep 1926       | Kort verhaal             |
| In the Vault                                           | In de grafkelder                                      | 18 Sep 1925              | Nov 1925       | Kort verhaal             |
| Cool Air                                               | Koelte                                                | Feb 1926                 | Mar 1928       | Kort verhaal             |
| The Call of Cthulhu                                    | De Roep van Cthulhu                                   | Aug-Sep 1926             | Feb 1928       | Kort verhaal             |
| Pickman's Model                                        | Pickman's modellen De visioenen van Richard Pickman   | Sep 1926                 | Oct 1927       | Kort verhaal             |
| The Strange High House in the Mist                     | Het huis in de nevel Het vreemde hoge huis in de mist | 9 Nov 1926               | Oct 1931       | Kort verhaal             |
| The Silver Key                                         |                                                       | Nov 1926                 | Jan 1929       | Kort verhaal             |
| The Dream-Quest of Unknown Kadath                      | De droomwereld van Kadath                             | Oct 1926-22 Jan 1927     | 1943           | Novella                  |
| The Case of Charles Dexter Ward                        | De zaak van Charles Dexter Ward                       | Jan-1 Mar 1927           | mei & Jul 1941 | Novel                    |
| The Colour Out of Space                                | De Kleur uit de Ruimte                                | Mar 1927                 | Sep 1927       | Kort verhaal             |
| The Descendant                                         |                                                       | Fragment early 1927      | 1938           | Kort verhaal, fragment   |
| The Very Old Folk                                      |                                                       | 3 Nov 1927               | Sum 1940       | Kort verhaal             |
| History of the Necronomicon                            |                                                       | sketch Fall 1927         | 1938           | Brief Pseudo-history     |
| The Dunwich Horror                                     |                                                       | Aug 1928                 | Apr 1929       | Kort verhaal             |
| Ibid                                                   |                                                       | Sum 1928                 | Jan 1938       | Kort verhaal             |
| The Whisperer in Darkness                              | Het gefluister in de duisternis                       | 24 Feb-26 Sep 1930       | Aug 1931       | Kort verhaal             |
| At the Mountains of Madness                            | De Bergen van de Waanzin                              | 24 Feb-22 Mar 1931       | Feb-Apr 1936   | Novella                  |
| The Shadow Over Innsmouth                              | Schaduwen boven Innsmouth                             | Nov-3 Dec 1931           | Apr 1936       | Novella                  |
| The Dreams in the Witch House                          | Heksensabbat                                          | Feb 1932                 | Jul 1933       | Kort verhaal             |
| The Thing on the Doorstep                              | Het ding op de drempel                                | 21-24 Aug 1933           | Jan 1937       | Kort verhaal             |
| The Book                                               |                                                       | Fragment ca. Oct 1933    | 1938           | Kort verhaal, onvoltooid |
| The Evil Clergyman                                     |                                                       | brief, najaar 1933       | Apr 1939       | Briefuittreksel          |
| The Shadow Out of Time                                 | De Schaduw uit de Tijd                                | 10 Nov 1934- 22 Feb 1935 | Jun 1936       | Novelle                  |
| The Haunter of the Dark                                | De bezoeker uit de duisternis                         | 5-9 Nov 1935             | Dec 1936       | Kort verhaal             |

## Samenwerkingen, herzieningen, enghostwriter
| Titel                               | Geschreven            | Gepubliceerd | Samen geschreven met                                             |
| ----------------------------------- | --------------------- | ------------ | ---------------------------------------------------------------- |
| The Battle that Ended the Century   | Jun 1934              | Jun 1934     | R. H. Barlow                                                     |
| Bothon                              | 1946                  | 1946         | Henry S. Whitehead                                               |
| The Challenge from Beyond           | Aug 1935              | Sep 1935     | ca. L. Moore, A. Merritt, Robert E. Howard en Frank Belknap Long |
| Collapsing Cosmoses                 | 1938                  | 1938         | R. H. Barlow                                                     |
| The Crawling Chaos                  | ca. Dec 1920          | Apr 1921     | Winifred V. Jackson                                              |
| The Curse of Yig                    | Spring 1928           | Nov 1929     | Zealia Bishop                                                    |
| The Diary of Alonzo Typer           | Oct 1935              | Feb 1938     | William Lumley                                                   |
| The Disinterment                    | Sep 1935              | Jan 1937     | Duane W. Rimel                                                   |
| The Electric Executioner            | Jul 1929              | Aug 1930     | Adolphe de Castro                                                |
| The Green Meadow                    | ca. 1918-1919         | Spring 1927  | Winifred V. Jackson                                              |
| Four o'clock                        | 1922                  | 1922         | Sonia Greene                                                     |
| The Hoard of the Wizard-Beast       | 1933                  | 1933         | R. H. Barlow                                                     |
| The Horror at Martin’s Beach        | Jun 1922              | Nov 1923     | Sonia Greene                                                     |
| The Horror in the Burying-Ground    | ca. 1933-1934         | mei 1937     | Hazel Heald                                                      |
| The Horror in the Museum            | Oct 1932              | Jul 1933     | Hazel Heald                                                      |
| The Last Test                       | ca. Oct-Nov 1927      | Nov 1928     | Adolphe de Castro                                                |
| The Man of Stone                    | Zomer 1932            | Oct 1932     | Hazel Heald                                                      |
| Medusa's Coil                       | ca. mei-Aug 1930      | Jan 1939     | Zealia Bishop                                                    |
| The Mound                           | ca. Dec 1929-Jan 1930 | Nov 1940     | Zealia Bishop                                                    |
| The Night Ocean                     | Zomer 1936            | Winter 1939  | R. H. Barlow                                                     |
| Out of the Aeons                    | ca. Aug 1933          | Apr 1935     | Hazel Heald                                                      |
| Poetry and the Gods                 | ca. Zomer 1920        | Sep 1920     | Anna Helen Crofts                                                |
| Relic of a Forgotten World          | 1934                  | 1934         | Hazel Heald                                                      |
| The Slaying of the Monster          | 1933                  | 1933         | R. H. Barlow                                                     |
| The Sorcery of Aphlar               | 1934                  | 1934         | Duane W. Rimel                                                   |
| The Thing in the Moonlight          | Nov 1927              | Jan 1941     | J. Chapman Miske                                                 |
| Through the Gates of the Silver Key | Oct 1932-Apr 1933     | Jul 1934     | Edgar Hoffmann Price                                             |
| Till A’the Seas                     | Jan 1935              | Zomer 1935   | R. H. Barlow                                                     |
| The Trap                            | ca. Zomer 1931        | Mar 1932     | Henry S. Whitehead                                               |
| The Tree on the Hill                | mei 1934              | Sep 1940     | Duane W. Rimel                                                   |
| Two Black Bottles                   | Jun-oct 1926          | Aug 1927     | Wilfred Blanch Talman                                            |
| Under the Pyramids                  | Feb 1924              | mei-Jul 1924 | Harry Houdini                                                    |
| In the Walls of Eryx                | Jan 1936              | Oct 1939     | Kenneth Sterling                                                 |
| Winged Death                        | ca. Zomer 1932        | Mar 1934     | Hazel Heald                                                      |

## Gedichten
- The Poem of Ulysses, or The Odyssey (8 november 1897)
- Ovid's Metamorphoses (1898-1902)
- H. Lovecraft's Attempted Journey betwixt Providence & Fall River on the N.Y.N.H. & H.R.R. (1901)
- Poemata Minora, Volume II (1902) 
  - Ode to Selene or Diana
  - To the Old Pagan Religion
  - On the Ruin of Rome
  - To Pan
  - On the Vanity of Human Ambition
- C.S.A. 1861-1865: To the Starry Cross of the SOUTH (1902)
- De Triumpho Naturae (juli 1905)
- The Members of the Men's Club of the First Universalist Church of Providence, R.I., to Its President, About to Leave for Florida on Account of His Health (ca. 1908-12)
- To His Mother on Thanksgiving (30 november 1911)
- To Mr. Terhune, on His Historical Fiction (ca. 1911-13)
- Providence in 2000 A.D. (4 maart 1912)
- New-England Fallen (april 1912)
- On the Creation of Niggers (1912)
- Fragment on Whitman (ca. 1912)
- On Robert Browning (ca. 1912)
- On a New-England Village Seen by Moonlight (7 september 1913)
- Quinsnicket Park (1913)
- To Mr. Munroe, on His Instructive and Entertaining Account of Switzerland (1 januari 1914)
- Ad Criticos (januari-mei? 1914)
- Frustra Praemunitus (juni? 1914)
- De Scriptore Mulieroso (juni? 1914)
- To General Villa (zomer 1914)
- On a Modern Lothario (juli-augustus 1914)
- The End of the Jackson War (oktober 1914)
- To the Members of the Pin-Feathers on the Merits of Their Organisation, and of Their New Publication, The Pinfeather (november 1914)
- To the Rev. James Pyke (november 1914)
- To an Accomplished Young Gentlewoman on Her Birthday, Decr. 2, 1914 (2 december? 1914)
- Regner Lodbrog's Epicedium (ca. december 1914)
- The Power of Wine: A Satire (ca. 8 december 1914)
- The Teuton's Battle-Song (ca. 17 december 1914)
- New England (18 december 1914)
- Gryphus in Asinum Mutatus (1914?)
- To the Members of the United Amateur Press Association from the Providence Amateur Press Club (ca. 1 januari 1915)
- March (maart 1915)
- 1914 (maart 1915)
- The Simple Speller's Tale (april 1915)
- On Slang (april 1915)
- An Elegy on Franklin Chase Clark, M.D. (29 april 1915)
- The Bay-Stater's Policy (juni 1915)
- The Crime of Crimes (juli 1915)
- Ye Ballade of Patrick von Flynn (ca. 23 augustus 1915)
- The Issacsonio-Mortoniad (ca. 14 september 1915)
- On Receiving a Picture of Swans (ca. 14 september 1915)
- Unda; or, The Bride of the Sea (ca. 30 september 1915)
- On "Unda; or, The Bride of the Sea" (ca. 30 september 1915)
- To Charlie of the Comics (ca. 30 september 1915)
- Gems from In a Minor Key (oktober 1915)
- The State of Poetry (oktober 1915)
- The Magazine Poet (oktober 1915)
- A Mississippi Autumn (december 1915)
- On the Cowboys of the West (december 1915)
- To Samuel Loveman, Esquire, on His Poetry and Drama, Writ in the Elizabethan Style (december 1915)
- An American to Mother England (januari 1916)
- The Bookstall (januari 1916)
- A Rural Summer Eve (januari 1916)
- To the Late John H. Fowler, Esq. (maart 1916)
- R. Kleiner, Laureatus, in Heliconem (april 1916)
- Temperance Song (Spring 1916)
- Lines on Gen. Robert Edward Lee (ca. 18 mei 1916)
- Content (juni 1916)
- My Lost Love (ca. 10 juni 1916)
- The Beauties of Peace (27 juni 1916)
- The Smile (juli 1916)
- Epitaph on ye Letterr Rrr........ (29 augustus 1916)
- The Dead Bookworm (ca. 29 augustus 1916)
- On Phillips Gamwell (1 september 1916)
- Inspiration (oktober 1916)
- Respite (oktober 1916)
- The Rose of England (oktober 1916)
- The Unknown (oktober 1916)
- Ad Balneum (ca. oktober 1916)
- On Kelso the Poet (oktober? 1916)
- Providence Amateur Press Club (Deceased) to the Athenaeum Club of Journalism (24 november 1916)
- Brotherhood (december 1916)
- Brumalia (december 1916)
- The Poe-et's Nightmare (1916)
- Futurist Art (januari 1917)
- On Receiving a Picture of the Marshes of Ipswich (januari 1917)
- The Rutted Road (januari 1917)
- An Elegy on Phillips Gamwell, Esq. (5 januari 1917)
- Lines on Graduation from the R.I. Hospital's School of Nurses (ca. 13 januari 1917)
- Fact and Fancy (februari 1917)
- The Nymph's Reply to the Modern Business Man (februari 1917)
- Pacifist War Song—1917 (maart 1917)
- Percival Lowell (maart 1917)
- To Mr. Lockhart, on His Poetry (maart 1917)
- Britannia Victura (april 1917)
- Spring (april 1917)
- A Garden (april 1917)
- Sonnet on Myself (april 1917)
- april (24 april 1917)
- Iterum Conjunctae (mei 1917)
- The Peace Advocate (mei 1917)
- To Greece, 1917 (mei? 1917)
- On Receiving a Picture of ye Towne of Templeton, in the Colonie of Massachusetts-Bay, with Mount Monadnock, in New-Hampshire, Shewn in the Distance (juni 1917)
- The Poet of Passion (juni 1917)
- Earth and Sky (juli 1917)
- Ode for juli Fourth, 1917 (juli 1917)
- On the Death of a Rhyming Critic (juli 1917)
- Prologue to "Fragments from an Hour of Inspiration" by Jonathan E. Hoag (juli 1917)
- To M.W.M. (juli 1917)
- To the Incomparable Clorinda (juli 1917)
- To Saccharissa, Fairest of Her Sex (juli 1917)
- To Rhodoclia—Peerless among Maidens (juli 1917)
- To Belinda, Favourite of the Graces (juli 1917)
- To Heliodora—Sister of Cytheraea (juli 1917)
- To Mistress Sophia Simple, Queen of the Cinema (augustus 1917)
- An American to the British Flag (november 1917)
- Autumn (november 1917)
- Nemesis (1 november 1917)
- Astrophobos (ca. 25 november 1917)
- Lines on the 25th. Anniversary of the Providence Evening News, 1892-1917 (december 1917)
- Sunset (december 1917)
- Old Christmas (late 1917)
- To the Arcadian (late 1917)
- To the Nurses of the Red Cross (1917)
- The Introduction (1917?)
- A Summer Sunset and Evening (1917?)
- A Winter Wish (2 januari 1918)
- Laeta; a Lament (februari 1918)
- To Jonathan E. Hoag, Esq. (februari 1918)
- The Volunteer (februari 1918)
- Ad Britannos—1918 (april 1918)
- Ver Rusticum (1 april 1918)
- To Mr. Kleiner, on Receiving from Him the Poetical Works of Addison, Gay, and Somerville (10 april 1918)
- A Pastoral Tragedy of Appleton, Wisconsin (ca. 27 mei 1918)
- On a Battlefield in Picardy (30 mei 1918)
- Psychopompos: A Tale in Rhyme (late 1917-zomer 1918)
- A juni Afternoon (juni 1918)
- The Spirit of Summer (27 juni 1918)
- Grace (juli 1918)
- The Link (juli 1918)
- To Alan Seeger (juli 1918)
- augustus (augustus 1918)
- Damon and Delia, a Pastoral (augustus 1918)
- Phaeton (augustus 1918)
- To Arthur Goodenough, Esq. (20 augustus 1918)
- Hellas (september 1918)
- To Delia, Avoiding Damon (september 1918)
- Alfredo; a Tragedy (14 september 1918)
- The Eidolon (oktober 1918)
- Monos: An Ode (oktober 1918)
- Germania—1918 (november 1918)
- To Col. Linkaby Didd (1 november 1918)
- Ambition (december 1918)
- A Cycle of Verse (november-december 1918) 
  - Oceanus
  - Clouds
  - Mother Earth
- To the Eighth of november (13 december 1918)
- To the A.H.S.P.C., on Receipt of the Christmas Pippin (december? 1918)
- The Conscript (1918?)
- Greetings (januari 1919)
- Theodore Roosevelt (januari 1919)
- To Maj.-Gen. Omar Bundy, U.S.A. (januari 1919)
- To Jonathan Hoag, Esq. (februari 1919)
- Despair (ca. 19 februari 1919)
- In Memoriam: J.E.T.D. (maart 1919)
- Revelation (maart 1919)
- april Dawn (10 april 1919)
- Amissa Minerva (mei 1919)
- Damon: A Monody (mei 1919)
- Hylas and Myrrha: A Tale (mei 1919)
- North and South Britons (mei 1919)
- To the A.H.S.P.C., on Receipt of the May Pippin (mei? 1919)
- Helene Hoffman Cole: 1893-1919 (juni 1919)
- John Oldham: A Defence (juni 1919)
- On Prohibition (30 juni 1919)
- Myrrha and Strephon (juli 1919)
- The House (ca. 16 juli 1919)
- Monody on the Late King Alcohol (augustus 1919)
- The Pensive Swain (oktober 1919)
- The City (oktober 1919)
- Oct. 17, 1919 (oktober 1919)
- On Collaboration (20 oktober 1919)
- To Edward John Moreton Drax Plunkett, Eighteenth Baron Dunsany (november 1919)
- Wisdom (november 1919)
- Birthday Lines to Margfred Galbraham (november 1919)
- The Nightmare Lake (december 1919)
- Bells (11 december 1919)
- January (januari 1920)
- To Phillis (januari 1920)
- Tryout's Lament for the Vanished Spider (januari 1920)
- Ad Scribam (februari 1920)
- On Reading Lord Dunsany's Book of Wonder (maart 1920)
- To a Dreamer (25 april 1920)
- Cindy: Scrub Lady in a State Street Skyscraper (juni 1920)
- The Poet's Rash Excuse (juli 1920)
- With a Copy of Wilde's Fairy Tales (juli 1920)
- Ex-Poet's Reply (juli? 1920)
- To Two Epgephi (juli? 1920)
- On Religion (augustus 1920)
- The Voice (augustus 1920)
- On a Grecian Colonnade in a Park (20 augustus 1920)
- The Dream (september 1920)
- October 1 (oktober 1920)
- To S.S.L.—Oct. 17, 1920 (oktober 1920)
- Christmas (november 1920)
- To Alfred Galpin, Esq. (november? 1920)
- Theobaldian Aestivation (11 november 1920)
- S.S.L.: Christmas 1920 (december? 1920)
- On Receiving a Portraiture of Mrs. Berkeley, ye Poetess (25 december 1920)
- The Prophecy of Capys Secundus (11 januari 1921)
- To a Youth (februari 1921)
- To Mr. Hoag (februari 1921)
- The Pathetick History of Sir Wilful Wildrake (Spring? 1921)
- On the Return of Maurice Winter Moe, Esq., to the Pedagogical Profession (juni 1921)
- Medusa: A Portrait (29 november 1921)
- To Mr. Galpin (december 1921)
- Sir Thomas Tryout (december 1921)
- On a Poet's Ninety-first Birthday (10 februari 1922)
- Simplicity: A Poem (ca. 18 mei 1922)
- To Saml: Loveman, Gent. (zomer? 1922)
- Plaster-All (augustus? 1922)
- To Zara (31 augustus 1922)
- To Damon (november? 1922)
- Waste Paper (late 1922? early 1923?)
- To Rheinhart Kleiner, Esq. (januari 1923)
- Chloris and Damon (januari 1923)
- To Mr. Hoag (februari? 1923)
- To Endymion (april? 1923)
- The Feast (mei 1923)
- On Marblehead (10 juli 1923)
- To Mr. Baldwin, on Receiving a Picture of Him in a Rural Bower (29 september 1923)
- Lines for Poets' Night at the Scribblers' Club (oktober? 1923)
- On a Scene in Rural Rhode Island (8 november 1923)
- Damon and Lycë (13 december 1923)
- To Mr. Hoag (ca. 3 februari 1924)
- On the Pyramids (ca. februari 1924)
- Stanzas on Samarkand I-III (februari-maart 1924)
- Providence (26 september 1924)
- On The Thing in the Woods by Harper Williams (ca. 29 november 1924)
- Solstice (25 december 1924)
- To Saml Loveman, Esq. (ca. 14 januari 1925)
- To George Kirk, Esq. (18 januari 1925)
- My Favourite Character (31 januari 1925)
- On the Double-R Coffee House (1 februari 1925)
- To Mr. Hoag (ca. 10 februari 1925)
- The Cats (15 februari 1925)
- On Rheinhart Kleiner Being Hit by an Automobile (ca. 16 februari 1925)
- To Xanthippe, on Her Birthday—maart 16, 1925 (maart 1925)
- Primavera (april 1925)
- To Frank Belknap Long on His Birthday (april? 1925)
- A Year Off (24 juli 1925)
- To an Infant (26 augustus 1925)
- On a Politician) (ca. 24-27 oktober 1925)
- On a Room for Rent (ca. 24-27 oktober 1925)
- October 2 (30 oktober 1925)
- To George Willard Kirk, Gent., of Chelsea-Village, in New York, upon His Birthday, Novr. 25, 1925 (24 november 1925)
- On Old Grimes by Albert Gorton Greene (december 1925)
- Festival (december 1925)
- To Jonathan Hoag (10 februari 1926)
- Hallowe'en in a Suburb (maart 1926)
- In Memoriam: Oscar Incoul Verelst of Manhattan: 1920-1926 (ca. 28 juni 1926)
- The Return (december 1926)
- Εις Σφιγγην (december 1926)
- Hedone (3 januari 1927)
- To Miss Beryl Hoyt (februari 1927)
- To Jonathan E. Hoag, Esq. (februari? 1927)
- On J.F. Roy Erford (18 juni 1927)
- On Ambrose Bierce (ca. juni 1927)
- On Cheating the Post Office (ca. 14 augustus 1927)
- On Newport, Rhode Island (17 september 1927)
- The Absent Leader (12 oktober 1927)
- Ave atque Vale (18 oktober 1927)
- To a Sophisticated Young Gentleman (15 december 1928)
- The Wood (januari 1929)
- An Epistle to the Rt. Honble Maurce Winter Moe, Esq. (juli 1929)
- Stanzas on Samarkand IV (8 november 1929)
- Lines upon the Magnates of the Pulp (november 1929)
- The Outpost (26 november 1929)
- The Ancient Track (26 november 1929)
- The Messenger (30 november 1929)
- The East India Brick Row (12 december 1929)
- Fungi from Yuggoth|The Fungi From Yuggoth (27 december 1929-4 januari 30) 
  - I. The Book
  - II. Pursuit
  - III. The Key
  - IV. Recognition
  - V. Homecoming
  - VI. The Lamp
  - VII. Zaman's Hill
  - VIII. The Port
  - IX. The Courtyard
  - X. The Pigeon-Flyers
  - XI. The Well
  - XII. The Howler
  - XIII. Hesperia
  - XIV. Star-Winds
  - XV. Antarktos
  - XVI. The Window
  - XVII. A Memory
  - XVIII. The Gardens of Yin
  - XIX. The Bells
  - XX. Night-Gaunts
  - XXI. Nyarlathotep
  - XXII. Azathoth
  - XXIII. Mirage
  - XXIV. The Canal
  - XXV. St. Toad's
  - XXVI. The Familiars
  - XXVII. The Elder Pharos
  - XXVIII. Expectancy
  - XXIX. Nostalgia
  - XXX. Background
  - XXXI. The Dweller
  - XXXII. Alienation
  - XXXIII. Harbour Whistles
  - XXXIV. Recapture (november 1929)
  - XXXV. Evening Star
  - XXXVI. Continuity
- Veteropinguis Redivivus (zomer 1930?)
- To a Young Poet in Dunedin (ca. 29 mei 1931) 
  - FUNGI from YUGGOTH, 6.Nyarlathotep and 7. Azathoth. Verses printed in Jan. 1931 WEIRD TALES.
- On an Unspoil'd Rural Prospect (30 augustus 1931)
- Bouts Rimés (23 mei 1934) 
  - Beyond Zimbabwe
  - The White Elephant
- Anthem of the Kappa Alpha Tau (ca. 7 augustus 1934)
- Edith Miniter (10 september 1934)
- Little Sam Perkins (ca. 17 september 1934)
- Metrical Example (27 februari 1935)
- Dead Passion's Flame (zomer 1935)
- Arcadia (zomer 1935)
- Lullaby for the Dionne Quintuplets (zomer 1935)
- The Odes of Horace: Book III, ix (22 januari 1936)
- In a Sequester'd Providence Churchyard Where Once Poe Walk'd (8 augustus 1936)
- To Mr. Finlay, upon His Drawing for Mr. Bloch's Tale, "The Faceless God" (ca. 30 november 1936)
- To Clark Ashton Smith, Esq., upon His Phantastick Tales, Verses, Pictures, and Sculptures (ca. 11 december 1936)
- The Decline and Fall of a Man of the World (zonder datum)
- Epigrams (zonder datum)
- Gaudeamus (zonder datum)
- The Greatest Law (zonder datum)
- Life's Mystery (zonder datum)
- On Mr. L. Phillips Howard's Profound Poem Entitled "Life's Mystery" (zonder datum)
- Nathicana (zonder datum)
- On an Accomplished Young Linguist (zonder datum)
- "The Poetical Punch" Pushed from His Pedestal (zonder datum)
- The Road to Ruin (zonder datum)
- Saturnalia (zonder datum)
- Sonnet Study (zonder datum)
- Sors Poetae (zonder datum)
- To Samuel Loveman, Esq. (zonder datum)
- To "The Scribblers" (zonder datum)
- Verses Designed to Be Sent by a Friend of the Author to His Brother-in-Law on New Year's Day (zonder datum)
- Christmas Greetings (zonder datum) 
  - To Eugene B. Kuntz et al.
  - To Laurie A. Sawyer
  - To Sonia H. Greene
  - To Rheinhart Kleiner
  - To Felis (Frank Belknap Long's Cat)
  - To Annie E.P. Gamwell
  - To Felis (Frank Belknap Long's Cat)

## Filosofische werken
- The Crime of the Century (1915)
- The Renaissance of Manhood (1915)
- Liquor and Its Friends (1915)
- More Chain Lightning (1915)
- Old England and the "Hyphen" (1916)
- Revolutionary Mythology (1916)
- The Symphonic Ideal (1916)
- Editors Note to McGavacks "Genesis of the Revolutionary War" (1917)
- A Remarkable Document (1917)
- At the Root (1918)
- Merlinus Redivivus (1918)
- Time and Space (1918)
- Anglo Saxondom (1918)
- Americanism (1919)
- The League (1919)
- Bolshevism (1919)
- Idealism and Materialism – A Reflection (1919)
- Life for Humanity's Sake (1920)
- In Defence of "Dagon" (1921)
- Nietzscheism and Realism (1922)
- East and West Harvard Conservatism (1922)
- The Materialist Today (1926)
- Some Causes of Self-Immolation (1931)
- Some Repetitions on the Times (1933)
- Heritage or Modernism: Common Sense in Art Forms (1935)
- Objections to Orthodox Communism (1936)

## Wetenschappelijke publicaties
- The Art of Fusion, Melting Pudling & Casting (1899)
- Chemistry, 4 volumes (1899)
- A Good Anaesthetic (1899)
- The Railroad Review (1901)
- The Moon (1903)
- The Scientific Gazette (1903-4)
- Astronomy/The Monthly Almanack (1903-4)
- The Rhode Island Journal of Astronomy (1903-7)
- Annals of the Providence Observatory (1904)
- Providence Observatory Forecast (1904)
- The Science Library, 3 volumes (1904)
- Astronomy articles for The Pawtuxet Valley Gleaner (1906)
- Astronomy articles for The Providence Tribune (1906-8)
- Third Annual Report of the Providence Meteorological Station (1906)
- Celestial Objects for All (1907)
- Astronomical Notebook (1909-15)
- Astronomy articles for The Providence Evening News (1914-8)
- "Bickerstaffe" articles from The Providence Evening News (1914) 
  - "Science versus Charlatanry" (9 september 1914)
  - "The Falsity of Astrology" (10 oktober 1914)
  - "Astrology and the Future" (13 oktober 1914)
  - "Delavan's Comet and Astrology" (26 oktober 1914)
  - "The Fall of Astrology" (17 december 1914)
- Astronomy articles for The Asheville Gazette-News (1915)
- Editor's Note to MacManus' "The Irish and the Fairies" (1916)
- The Truth about Mars (1917)
- The Cancer of Superstition (1926)

## Overig
- A Task for Amateur Journalists (1914)
- Departments of Public Criticism (1914-19)
- What Is Amateur Journalism? (1915)
- Consolidations Autopsy (1915)
- Consolidation's Autopsy (1915)
- The Amateur Press (1915)
- The Morris Faction (1915)
- For President – Leo Fritter(1915)
- Introducing Mr. Chester Pierce Munroe (1915)
- The Question of the Day (1915)
- [Random Notes], from The Conservative (1915)
- Editorials, from The Conservative (1915)
- Finale (1915)
- New Department Proposed: Instruction for the New Recruit (1915)
- Amateur Notes (1915)
- Some Political Phases (1915)
- Introducing Mr. John Russell (1915)
- In a Major Key (1915)
- The Conservative and His Critics (1915)
- The Dignity of Journalism (1915)
- The Youth of Today (1915)
- An Imparitial Spectator (1915)
- Symphony and Stress (1915)
- Little Journeys to the Homes of Prominent Amateurs [biography of A.F. Lockhart] (1915)
- Reports of the First Vice-President (1915-16)
- Systematic Instruction in the United (1915-16)
- Introducing Mr. James T. Pyke (1916)
- Editorial, from The Providence Amateur (1916)
- United Amateur Press Association: Exponent of Amateur Journalism (1916)
- Among the New-Comers (1916)
- Among the Amateurs (1916)
- Concerning "Persia – In Europe" (1917)
- Amateur Standards (1917)
- A Request (1917)
- A Reply to The Lingerer (1917)
- Editorially (1917)
- News Notes (1917)
- The United's Problem (1917)
- Little Journeys to the Homes of Prominent Amateurs [biography of E.J. Barnhart] (1917)
- President's Messages, from The United Amateur (1917-8)
- Comment (1918)
- Les Mouches Fantastiques (1918)
- Amateur Criticism (1918)
- The United: 1917-1918 (1918)
- The Amateur Press Club (1918)
- Helene Hoffman Cole – Littérateur (1919)
- Trimmings (1919)
- For Official Editor – Anne Tillery Renshaw (1919)
- Amateurdom (1919)
- Looking Backward (1920)
- For What Does the United Stand? (1920)
- [Untitled], from The Tryout (1920)
- Editor's Note to Loveman's "A Scene for Macbeth" (1920)
- Amateur Journalism – Its Possible Needs and Betterment (1920) *The Pseudo-United (1920)
- [Untitled fragments], from The United Amateur (1920-1)
- Editorials, from The United Amateur (1920-5)
- News Notes (1920-5)
- What Amateur Journalism and I Have Done for Each Other (1921)
- Lucubrations Lovecraftian (1921)
- The Vivisector (1921-3)
- The Haverhill Convention (1921-3)
- The Convention Banquet (1921-3)
- "Rainbow" Called Best First Issue (1922)
- President's Messages, from The National Amateur (1922-3)
- Rursus Adsumus (1923)
- Bureau of Critics (1923)
- [Random Notes], from The Conservative (1923)
- The President's Annual Report (1923)
- A Matter of Uniteds (1927)
- The Convention (1930)
- Bureau of Critics (1932-6)
- Mrs. Miniter – Estimates and Recollections (1934)
- Dr. Eugene B. Kuntz (1935)
- Some Current Motives and Practices (1936)
- [Literary Review] (1936)
- Defining the "Ideal" Paper (1936)
- Report of the Executive Judges (1936)
- Metrical Regularity (1915)
- The Allowable Rhyme (1915)
- The Proposed Authors Union (1916)
- The Vers Libre Epidemic (1917)
- Poesy (1918)
- The Despised Pastoral (1918)
- The Literature of Rome (1918)
- The Simple Spelling Mania (1918)
- The Case for Classicism (1919)
- Literary Composition (1919)
- Winifred Virginia Jackson: A Different Poetess (1921)
- Ars Gratia Artis (1921)
- The Poetry of Lilian Middleton (1922)
- Lord Dunsany and His Work (1922)
- Rudis Indigestaque Moles (1923)
- Introduction to Hoags Poetical Works (1923)
- In the Editors Study (1923)
- [Random Notes On Philistine-Grecian controversy] (1923)
- Review of Ebony and Crystal by Clark Ashton Smith (1923)
- The Professional Incubus (1924)
- The Omnipresent Philistine (1924)
- "The Work of Frank Belknap Long, Jr." (1924)
- Supernatural Horror in Literature (1925-1927)
- Preface to Bullens White Fire (1927)
- Preface to Symmes Old World Footprints (1928)
- Notes on Alias Peter Marchall by A. F. Lorenz (1929?)
- Notes on Verse Technique (1932)
- Foreword to Kuntzs Thoughts and Pictures (1932)
- Notes on Weird Fiction (1933)
- Weird Story Plots (1933)
- Notes on Writing Weird Fiction (1934)
- Some Notes on Interplanetary Fiction (1935)
- What Belongs in Verse (1935)
- Suggestions for a Reading Guide (1936)
- The Trip of Theobald (1927)
- Vermont – A First Impression (1927)
- Observations on Several Parts of America (1928)
- An Account of a Trip to the Fairbanks House (1929)
- Travels in the Provinces of America (1929)
- An Account of a Visit to Charleston (1930)
- An Account of Charleston (1930)
- A Description of the Town of Quebeck (1930-31)
- European Glimpses (1932) (revision of a Sonia Greene's journey report)
- Some Dutch Footprints in New England (1933)
- Homes and Shrines of Poe (1934)
- The Unknown City in the Ocean (1934)
- Charleston (1936)
- The Brief Autobiography of an Inconsequential Scribbler (1919)
- Within the Gates (1921)
- A Confession of Unfaith (1922)
- Diary (1925)
- Commercial Blurbs (1925)
- Cats and Dogs (1926)
- Notes on Hudson Valley History (1929)
- Autobiography of Howard Phillips Lovecraft (1930- )
- Correspondence between Wilson Shepherd and R. H. Barlow (1932)
- In Memoriam: Henry St. Claire Whitehead (1932)
- Some Notes on a Nonentity (1933)
- In Memoriam: Robert Ervin Howard (1936)
- Commonplace Book (1919-1935)
- Death Diary (1937)